# Goral-birmanês
O goral-birmanês (Nemorhaedus evansi) é uma espécie de caprino da família Bovidae, encontrado na Tailândia, Myanmar e China.